# Hydrangea involucrata
Hydrangea involucrata là một loài thực vật có hoa trong họ Tú cầu. Loài này được Siebold mô tả khoa học đầu tiên năm 1829.

## Hình ảnh

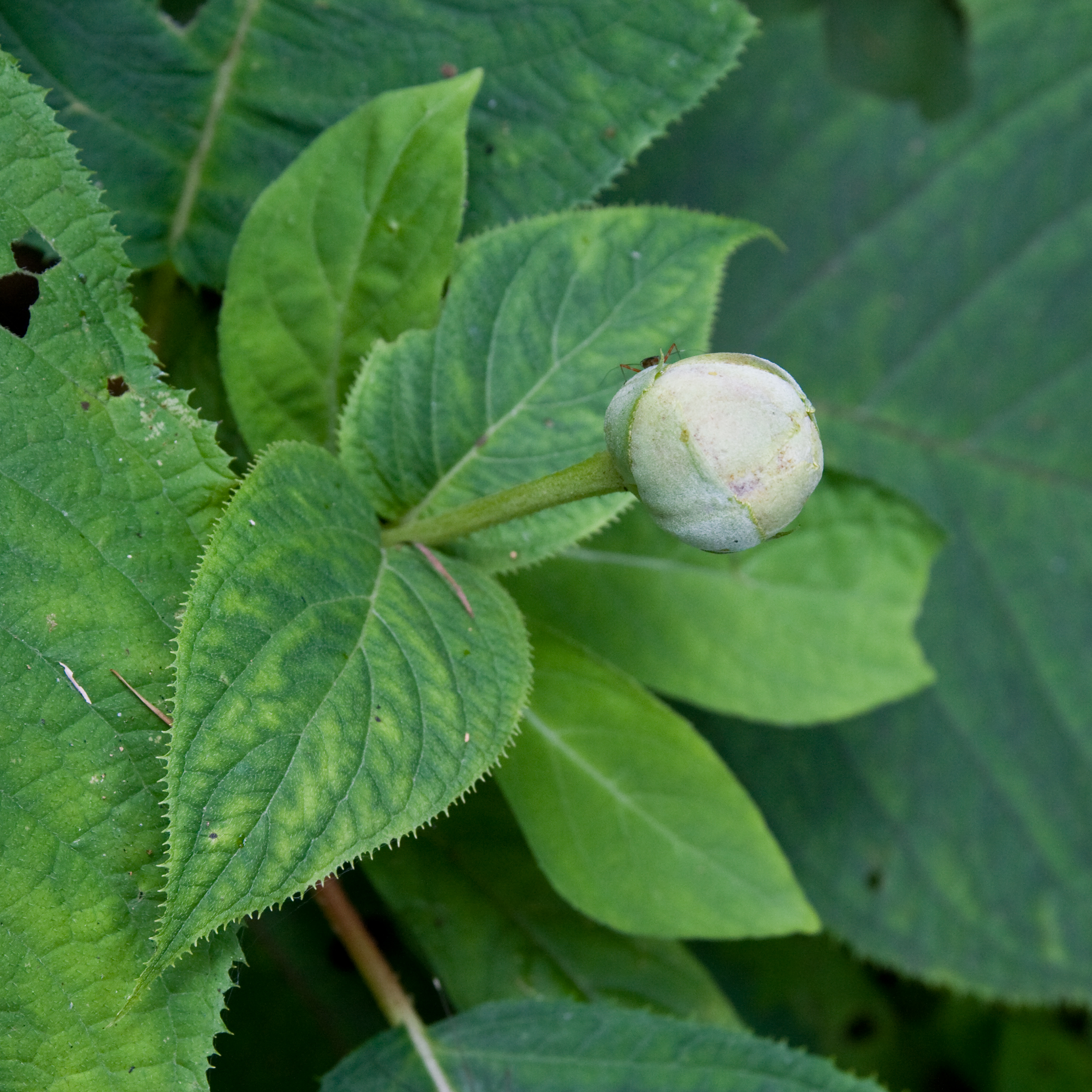
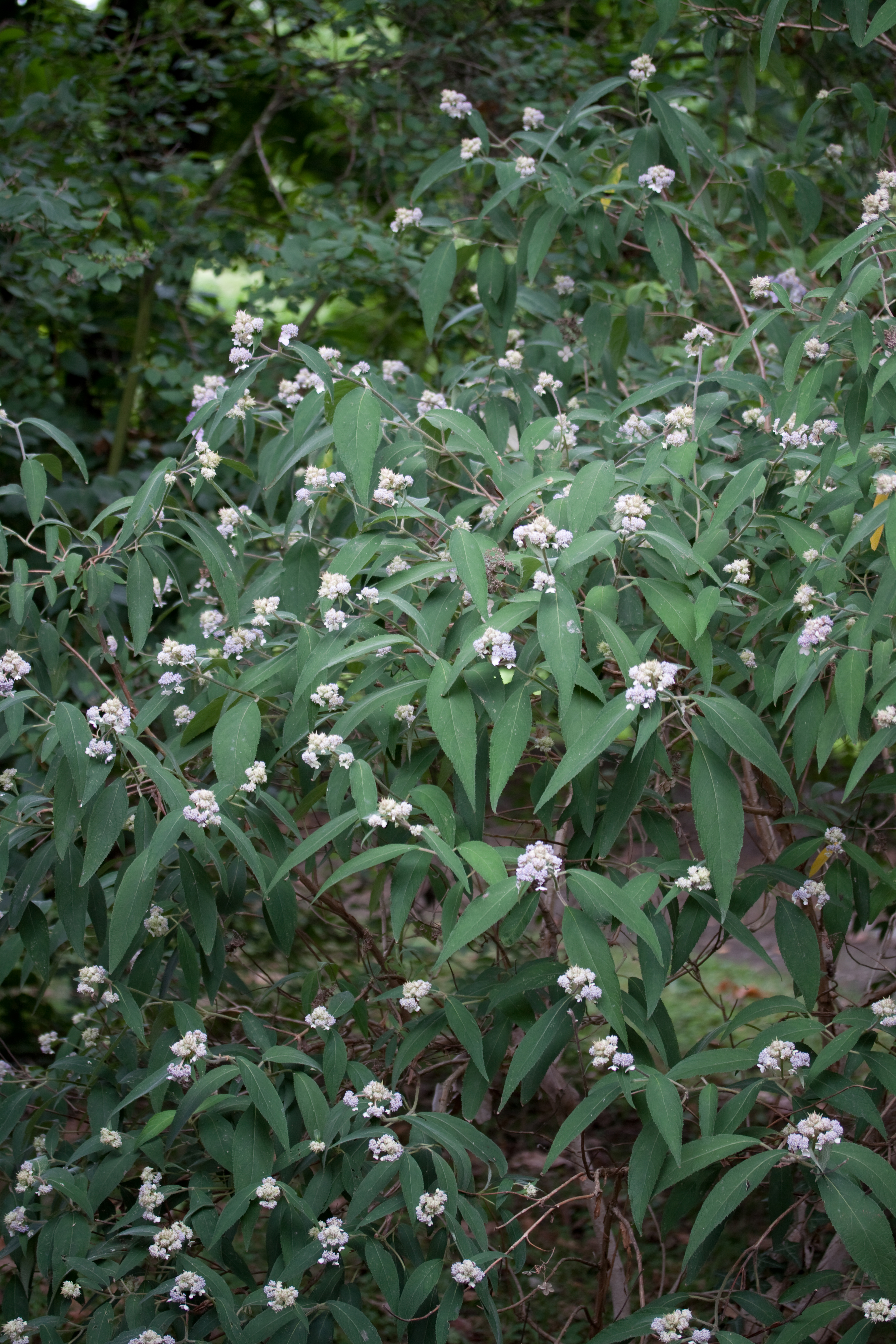
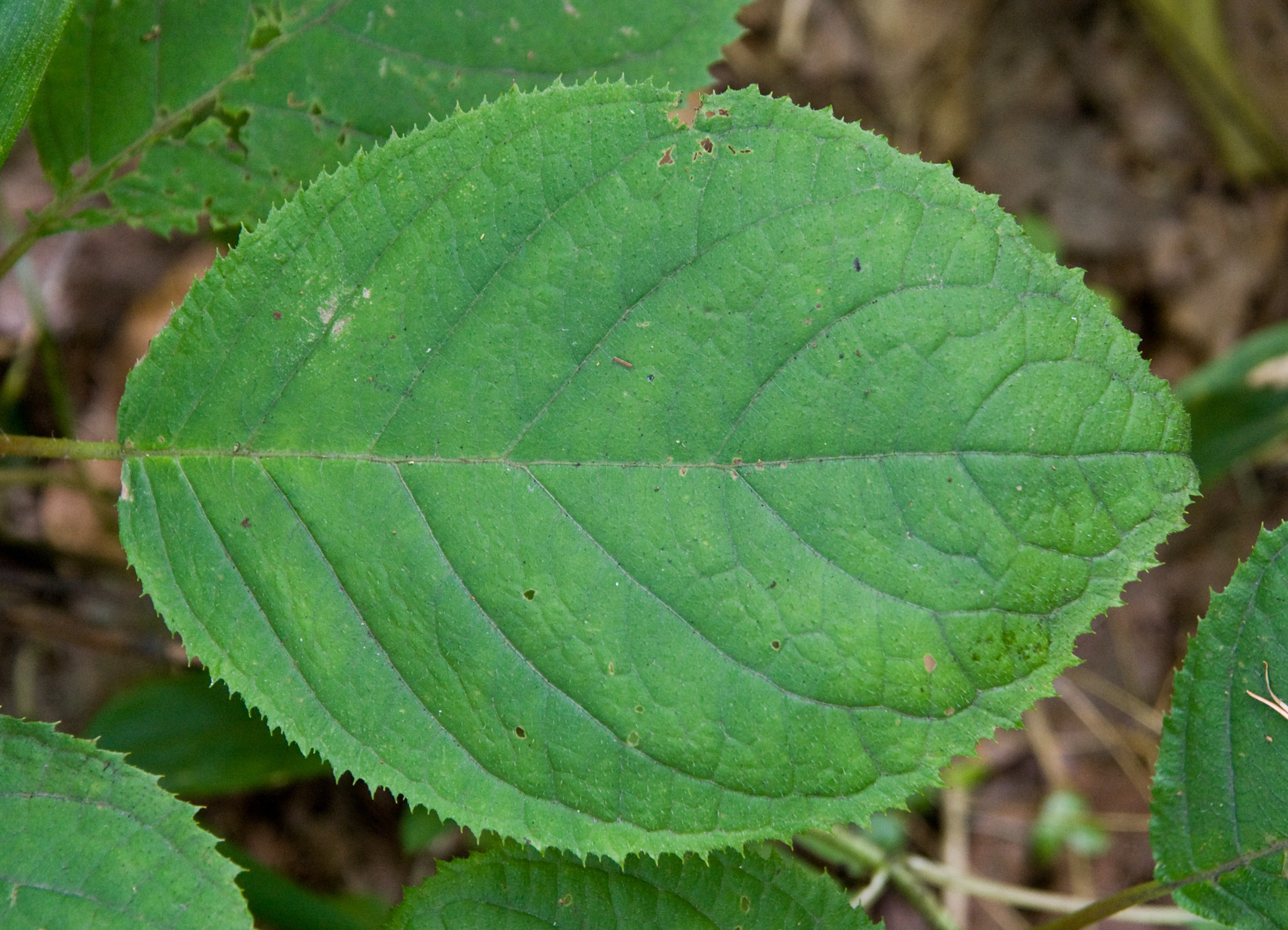
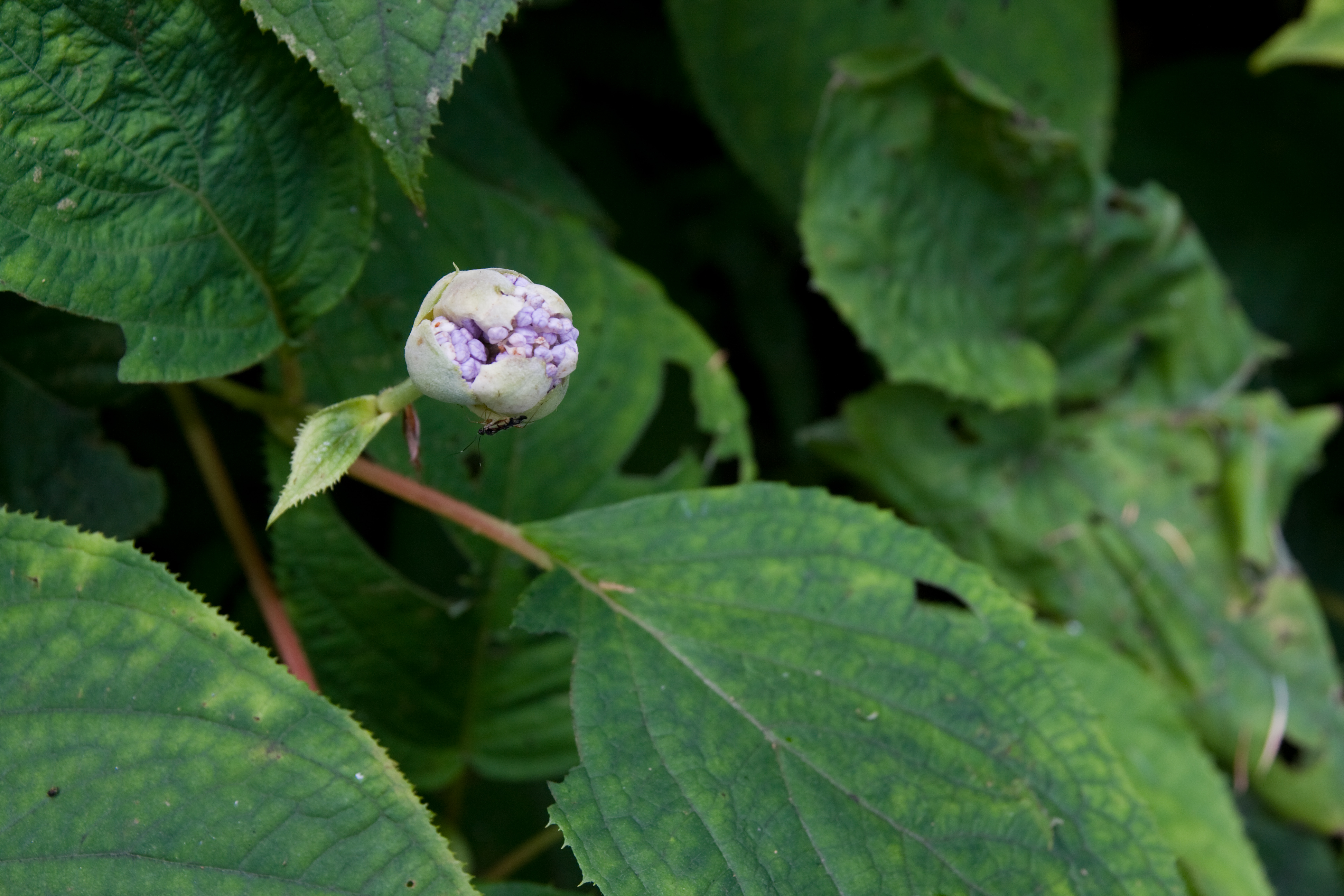